# Нанни ди Банко
Джованни ди Антонио ди Банко, прозванный Нанни ди Банко (итал. Giovanni di Antonio di Banco detto Nanni di Banco; ок. 1384, Флоренция — 13 февраля 1421, Флоренция) — итальянский скульптор периода кватроченто эпохи итальянского Возрождения флорентийской школы. Вместе с Донателло считается одним из главных мастеров, совершивших переход от готических традиций к новой, ренессансной манере (maniera nuova). Его произведения «характеризуются сдержанной, но прекрасно видимой энергией и жизненной силой».

## Биография
Джованни ди Антонио был сыном Антонио ди Банко, резчика по камню на строительстве Флорентийского собора Санта-Мария-дель-Фьоре, и Джованны Суккиелли. Его дед Банко ди Фалько и его двоюродный дед Агостино ди Фалько названы в документах мастерами строительства Собора и колокольни. Его обучение, вероятно, проходило в кругу флорентийских скульпторов, работавших на строительной площадке.
В 1372 году он был принят в гильдию мастеров по камню и дереву (Arte dei Maestri di Pietra e Legname) и вступил в партнёрство с Донателло, который, в отличие от того, что сообщает Джорджо Вазари, был его современником, но не учителем. Между 1408 и 1421 годами Нанни ди Банко выполнил некоторые из самых престижных своих произведений, созданных во Флоренции, в том числе три для церкви Орсанмикеле и изображение Вознесения Мадонны (Ассунты) в мандорле, которую несут ангелы, что дало название «Порта делла Мандорла» боковой двери северной стороны флорентийского Собора. С 1419 года он занимал важное общественное положение, настолько, что часто стоял во главе своей корпорации и входил в состав городского совета (Consiglio cittadino).
Нанни ди Банко принадлежит авторство трёх основных скульптурных групп церкви Орсанмикеле (скульптуры своих небесных покровителей по заказам основных ремесленных цехов и гильдий Флоренции для ниш на всех четырёх фасадах церкви выполняли разные скульпторы). Статуя Святого Филиппа (1410—1412) находилась во второй нише с востока на северном фасаде церкви. Скульптуры «Четырёх коронованных святых» (Quattro Santi Coronati), согласно легенде, каменщиков, замученных за отказ лепить статуи языческих богов, — своеобразная эмблема цеха резчиков по камню и дереву; создана Нанни в 1408 году. Святой Элигий по заказу цеха златокузнецов и ювелиров — в 1417—1421 годах.
Нанни ди Банко продолжал работать вместе с Донателло по украшению статуями и рельефами флорентийского Собора, одновременно содержал собственную скульптурную мастерскую во Флоренции. Нанни ди Банко и Донателло считались заклятыми соперниками в течение первого и второго десятилетия XV века; на самом деле есть свидетельства о дружбе и хороших отношениях между ними.
В 1419 году вместе с Брунеллески и Донателло Нанни ди Банко работал над позднее утраченной моделью купола собора Санта-Мария-дель-Фьоре. Он умер около сорока лет, и его лучшим учеником и творческим наследником стал Лука делла Роббиа.

## Галерея
- Вознесение Мадонны (Ассунта). Рельеф тимпана Порта делла Мандорла. 1414–1421. Собор Санта-Мария-дель-Фьоре. Северный фасад
- Святой Лука. 1408—1413. Музей произведений искусства собора, Флоренция
- «Четыре коронованных святых». 1408. Копия. Орсанмикеле, Флоренция
- Святой Элигий. 1417–1421. Орсанмикеле, Флоренция
- Святой Филипп. 1410—1412. Оригинал статуи в интерьере церкви Орсанмикеле